# Tour du Gloeckelsberg
La tour du Gloeckelsberg est un monument historique situé à Blaesheim, dans le département français du Bas-Rhin.

## Localisation
Ce bâtiment est situé sur la colline de Blaesheim (198 m).
On y accède par la rue de la Montagne.

## Historique
L'édifice fait l'objet d'un classement au titre des monuments historiques depuis 1898.
C'était un haut lieu du paganisme romain au moment de la christianisation de la région. L'ancienne église paroissiale Saint-Blaise du XIe - XIIe siècle a été démolie vers 1833 et il ne reste que la tour-porche au milieu du cimetière.

## Architecture
Rattachée à une nef avant sa destruction pendant la guerre de Trente Ans vers 1830, la tour garde une architecture romane bien que sa construction soit estimée au XIIe siècle. 
La nef mesurait environ 24 mètres de long pour 16 mètres de large. Seuls quatre chapiteaux et trois colonnes peuvent être admirés car ils ont été déposés au musée de l'Oeuvre Notre-Dame à Strasbourg. Les chapiteaux sont sculptés d'animaux monstrueux, de sirènes, de palmettes et d'arbres stylisés et dateraient des années 1100.
La tour était alors couverte par un toit en double batière, qui a été remplacé par une terrasse avec des créneaux en brique en 1873.
Des baies géminées peuvent être aperçues en dessous de la terrasse. 
De l'église romane ne subsiste que le linteau très ancien de l’entrée. Aujourd’hui martelé, il présentait avant un agneau. L’arc en plein cintre, qui donnait sur la nef, est orné de deux personnages primitifs.